# OneSwarm
OneSwarm är ett fildelningsprotokoll baserat på protokollet Bittorrent. Till skillnad från Bittorrent har OneSwarm ett inbyggt anonymitetsskydd, som endast delger en dators närmaste krets möjligheten att identifiera denna. Programmet utvecklades som ett forskningsprojekt på University of Washington.

## Princip
OneSwarms princip är decentralisering, med en mängd av mindre kretsar anslutna till ett större nätverk bestående av samtliga datorer som på något sätt är indirekt anslutna till varandra. När en mediefil sprids genom fildelning känner en dator i kedjan endast till de två närmaste "länkarna". För att en dator ska kunna identifieras måste denna först ha bjudit in den andra personen till sin innersta krets, men även i dessa fall är IP-adressen kodad och datorns identitet begränsad till ett personligt smeknamn, som är individuellt för de olika kontakterna. Indirekt anslutning till en annan dator räcker för att hämta material från denna, medan en direkt anslutning krävs för att identifiera varifrån materialet kommer. Genom OneSwarms gigantiska, indirekta nätverk kan därför miljontals mediefiler tillgängliggöras utan att spridningen går att spåra.